# Havelu
Havelu – miejscowość i gmina we Francji, w Regionie Centralnym, w departamencie Eure-et-Loir.
Według danych na rok 1990 gminę zamieszkiwały 94 osoby, a gęstość zaludnienia wynosiła 25 osób/km² (wśród 1842 gmin Regionu Centralnego Havelu plasuje się na 1037. miejscu pod względem liczby ludności, natomiast pod względem powierzchni na miejscu 1399.).